# Padla II af Kakheti
P'adla II (georgisk: ფადლა II) (døde 929) var en prins og korbiskop af Kakheti i det østlige Georgien fra 918 til 929. 
Han efterfulgte sin far, Kvirike I, efter dennes død. Hans regeringstid var præget af arabiske angreb på Kakheti og Padlas deltagelse i kampe og dynastiske fejder i forskellige kaukasiske fyrstedømmer. Tidligt i hans regeringsperiode mistede han Orkobi-fæstningen til naboherskeren Adarnase af Hereti, der havde måttet afstå den til Padlas far. I 922 hjalp Padla kong Ashot II af Armenien med at knuse et oprør ledet af fyrst Moses af Utik. Senere i hans regeringsperiode hjalp han også George II af Abkhasien mod sin oprørske søn prins Konstantin.
Han blev efterfulgt af sin søn Kvirike II.